# 沃利亞 (捷列博夫利亞區)
49°23′33″N 25°37′48″E / 49.39250°N 25.63000°E

沃利亞（烏克蘭語：Воля），是烏克蘭的村落，位於該國西部捷爾諾波爾州，由捷尔诺波尔区負責管轄，始建於1785年，面積2.75平方公里，海拔高度350米，2001年人口817，人口密度每平方公里296.7人。